# Övre Dartselet
Övre Dartselet är en sjö i Arvidsjaurs kommun i Lappland och ingår i Åbyälvens huvudavrinningsområde. Sjön har en area på 0,199 kvadratkilometer och ligger 341,1 meter över havet. Övre Dartselet ligger i Åbyälven Natura 2000-område. Sjön avvattnas av vattendraget Åbyälven.

## Delavrinningsområde
Övre Dartselet ingår i det delavrinningsområde (727866-169441) som SMHI kallar för Utloppet av Övre Långselet. Medelhöjden är 374 meter över havet och ytan är 18,16 kvadratkilometer. Räknas de 29 avrinningsområdena uppströms in blir den ackumulerade arean 498 kvadratkilometer. Avrinningsområdets utflöde Åbyälven mynnar i havet. Avrinningsområdet består mestadels av skog (79 procent). Avrinningsområdet har 1,36 kvadratkilometer vattenytor vilket ger det en sjöprocent på 7,5 procent.